# Jackson-Syndrom (Hirnnervensyndrom)
Das Jackson-Syndrom, englisch Vagal-Accessory-Hypoglossal Syndrome, ist ein sehr seltenes Krankheitsbild in der Neurologie, ein Hirnnervensyndrom mit einer Kombination von  Läsionen des Nervus vagus, des Nervus accessorius und des Nervus hypoglossus.
Die Bezeichnung bezieht sich auf den Autor der Erstbeschreibung aus dem Jahre 1864 durch den englischen Neurologen John Hughlings Jackson (1835–1911).
Das Syndrom ist nicht zu verwechseln mit dem gleichnamigen Jackson-Syndrom (Hirnstammsyndrom).